# Adolph von Vangerow
Karl Philipp Adolph von Vangerow (5. juni 1808 i Schiffelbach – 11. oktober 1870 i Heidelberg) var en tysk retslærd.
von Vangerow blev privatdocent 1830, ekstraordinær professor 1833, ordentlig professor 1837 i Marburg, 1840 i Heidelberg som Thibauts efterfølger. Foruden nogle mindre, retshistoriske arbejder, Über die Latini Juniani (1833), Über die lex Voconia (1863), tidsskriftafhandlinger med mere skrev von Vangerow Leitfaden für Pandekten-Vorlesungen, I—III (1839—47, senere oplag under titlen Lehrbuch der Pandekten, nyt optryk af 7.
oplag 1875) et, trods systematiske mangler, ejendommeligt og fremragende værk. Som docent stod von Vangerow i første linje. Han regnes
ubestridt som Tysklands største juridiske lærerbegavelse i 19. århundrede.